# Le Fils de la jument blanche
Pour plus de détails, voir Fiche technique et Distribution.
Le Fils de la jument blanche (Fehérlófia) est un film hongrois réalisé par Marcell Jankovics, sorti en 1981.

## Synopsis
Fanyüvő est le puissant troisième fils d'une jument dont le lait l'a rendu puissant. Il grandit avec des légendes parlant de féroces dragons venus des Enfers terrorisant le monde et ayant épousé de force les trois princesses qui les avaient libérés malgré elles.
Quand sa mère meurt, il quitte l'arbre creux dans lequel il a toujours vécu, et part affronter ces trois dragons. En chemin, il rencontre ses deux frères aînés, qui décident de l'accompagner. Sa quête le mènera jusqu'aux Enfers, là où résident les trois dragons, qu'il vaincra l'un après l'autre pour libérer les princesses.

## Fiche technique
- Titre : Le Fils de la jument blanche
- Titre original : Fehérlófia
- Réalisation : Marcell Jankovics
- Scénario : László György et Marcell Jankovics
- Photographie : Zoltán Bacsó
- Montage : Magda Hap, Mária Kern, Valéria Pauka et Judit Szarvas
- Production : Román Kunz (chef de la production)
- Société de production : Pannónia Filmstúdió
- Pays :  Hongrie
- Genre : Animation, aventure et fantasy
- Durée : 86 minutes
- Dates de sortie : 
  -  Hongrie : 22 octobre 1981
  -  France : 12 décembre 1983

## Doublage
- György Cserhalmi : Fanyüvő / Vasgyúró / Kömorzsoló
- Vera Pap : Aranyhajú Nyárszépe / Ezusthajú Tavaszszépe / Rézhajú Öszszépe
- Gyula Szabó : Hétszünyü Kaponyányi Monyók / Esökirály
- Ferenc Szalma : M. Griffmadár
- Mari Szemes : Fehérló / Hókirálnyö
- Szabolcs Tóth : le dragon à trois têtes / le dragon à sept têtes / le dragon à douze têtes
- Ottó Ulmann : Fanyüvő jeune (non crédité)

## Accueil
Le film a reçu un accueil très favorable de la critique. Il obtient un score moyen de 90 % sur Metacritic.